# Pałac w Dąbrowie
Pałac w Dąbrowie – zabytkowy pałac we wsi Dąbrowa (powiat opolski).
Późnorenesansowa rezydencja przebudowana w okresie historyzmów, jeden z cenniejszych zabytków architektury rezydencjonalnej okolic Opola.

## Historia
Pierwotny trójskrzydłowy pałac został wzniesiony w latach 1615–1617 przez Joachima von Tschetschau-Mettich, być może na miejscu średniowiecznej budowli. Od 1740 do 1769 roku pałac należał do Franciszka Jana Larischa. W latach 1769–1788 właścicielami była rodzina Prittwitzów herbu Wczele. Po nich budowla trafiła w 1788 roku w ręce rodziny Ziegler-Klipphausen. Właśnie oni, po 1805 roku zakładają park przy pałacu, a także bażanciarnię i stawy hodowlane. W 1878 zamek kupuje książę Alfred von Hatzfeld-Wildenburg (właściciel m.in. rezydencji Schönstein w Nadrenii).
W 1893 roku pałac został kupiony przez ród książąt pszczyńskich, Hochbergów i praktycznie natychmiast Conrad Eduard von Hochberg przystąpił do jego radykalnej przebudowy. W latach 1894–1897 wykonano ją w konwencji neorenesansowej. Z wcześniejszej budowli pozostawiono jedno skrzydło i wieżę wjazdową. Do bryły pałacu dodano pawilon z okrągłą basztą w narożniku skierowanym ku południu, pięcioboczny ryzalit i dorycki portyk dźwigający taras w skrzydle północno-wschodnim. Do podwyższonego skrzydła północno-zachodniego dobudowano część mieszkalną z kolistą klatką schodową. Z tego czasu datują się obszerne zabudowania folwarczne na południe od pałacu. 
W 1905, po pobycie w szkole dla służby, w pałacu pracował jako służący Robert Walser (1878–1956) szwajcarski pisarz.
W 1920 r. Anna von Hochberg wyszła za mąż za dziedzica sąsiednich Ciepielowic, Hermanna zu Solms-Baruth, ostatniego właściciela dąbrowskiej rezydencji. Po dojściu nazistów do władzy, pałac został przejęty przez państwo, a właściciele eksmitowani. Przed wybuchem II wojny NSDAP urządziła w budynku szkołę dla nauczycielek, następnie był w nim punkt reperacji mundurów armii niemieckiej.
W 1945 r. pałac zajął sztab wojskowy 1 Frontu Ukraińskiego, urządzono tam też lazaret. Wyposażenie zostało w większości rozszabrowane. W latach 1948–1975 w pałacu mieścił się m.in. Urząd Repatriacyjny, Państwowy Ośrodek Magazynowy i Ośrodek Doradztwa Rolniczego. W 1975 roku pałac wraz z otaczającym go dawnym parkiem krajobrazowym przejęła Wyższa Szkoła Pedagogiczna w Opolu, tworząc w nim sale wykładowe, czytelnię oraz pokoje noclegowe dla wykładowców i studentów zaocznych. Należący wciąż do Uniwersytetu Opolskiego obiekt jest w złym stanie technicznym, plany właściciela sprowadzają się do tworzenia projektów przedsięwzięć typu Centrum Biznesowe. Pałacem opiekują się mieszkańcy działający w Stowarzyszeniu "Dąbrowskie Skarby", dzięki czemu m.in. kilkukrotnie w roku jest on dostępny do zwiedzania.

## Architektura
Pałac to budynek dwukondygnacyjny, murowany z cegły, tynkowany, czteroskrzydłowy z prostokątnym dziedzińcem z krużgankami. Nakryty dachem dwuspadowym z lukarnami, facjatami i szczytami. Częściowo podpiwniczony (sklepienia kolebkowe). Fasada główna jedenastoosiowa, z niesymetrycznie usytuowaną wieżą bramną. Wieża pięciokondygnacyjna, zwężająca się uskokowo, najwyższa część ośmioboczna z baniastym hełmem z latarnią. Sień przejazdowa sklepiona krzyżowo. Kolejna sień w sześcioosiowej elewacji południowo-wschodniej, sklepiona kolebkowo z lunetami. Tam też portal z I połowy XVII wieku oraz drewniana loggią. Skrzydła północno-wschodnie i północno-zachodnie siedmioosiowe. Na ścianach dziedzińca widoczne pozostałości sgraffitowej dekoracji (motywy roślinne) z I połowy XVII wieku. W narożniku zachodnim dziedzińca wieloboczna wieżyczka, pierwotnie klatka schodowa, w narożniku północno-wschodnim drewniana loggia.
We wnętrzach z niewielkimi zmianami zachowany dawny układ pomieszczeń. W części wschodniej budynku sala o sklepieniu krzyżowym wspartym na centralnym filarze. W skrzydle północno- wschodnim dawna kaplica, w skrzydle północno-zachodnim trzybiegowa klatka schodowa z podestami. Część kolebkowych i krzyżowych sklepień w pomieszczeniach z późnorenesansową dekoracją stiukową (imitacje żebrowań i dekoracje plafonowe). Kartusz z hrabiowskim herbem Hochbergów znajduje się na kamiennej balustradzie balkonu nad wjazdem w wieży bramnej oraz herb podstawowy Hochbergów nad wejściem od strony parku, przy czworobocznej narożnej wieży (od wschodu).
Pałac ogrodzony jest murem z bramą wjazdową od strony południowego zachodu. Zabudowania gospodarcze i oficyna usytuowane od strony południowej. Park przypałacowy (wpisany do rejestru zabytków pod numerami 71/83 z 1.08.1983 oraz 169/49 z 29.04.1949), o powierzchni przeszło 20 ha został założony jako ogród włoski w XVII wieku, przekształcony na park angielski w I połowie XIX wieku. Oś widokowa biegnie ku wschodowi. Pierwotna wielkość parku została mocno ograniczona po II wojnie, w 2016 roku został częściowo zrewaloryzowany.
Boczne wejście w półkolistym portalu z kartuszem zawierającym herb rodziny von Hochberg.

## Galeria

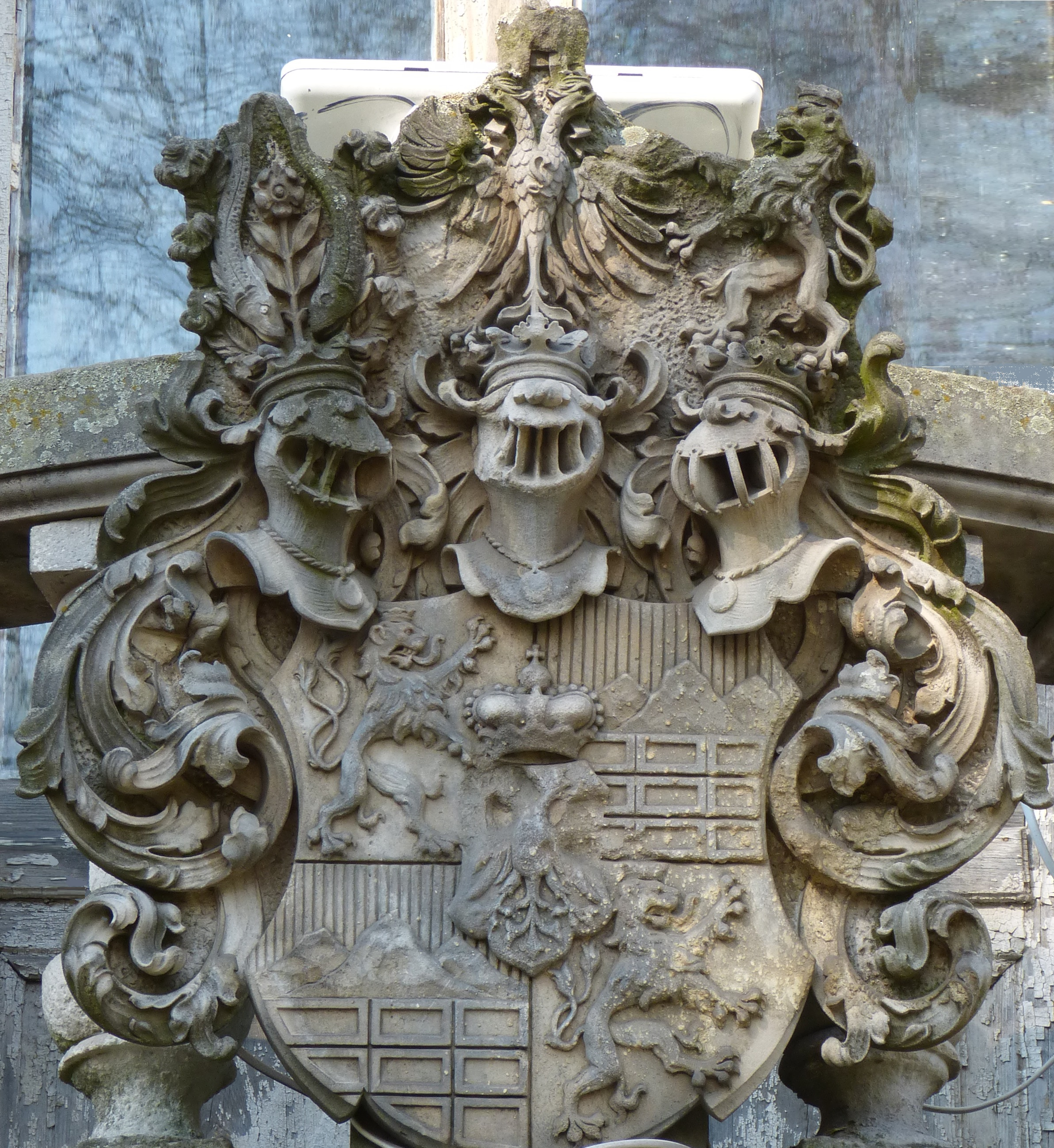
Herb von Hochberg nad wejściem
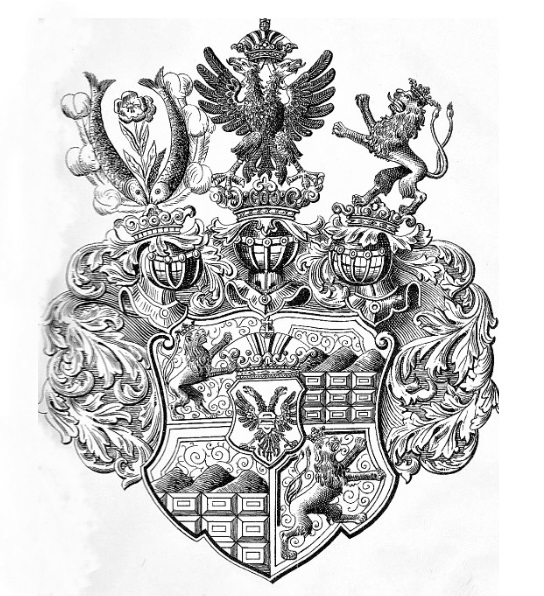
Herb hr. Hochberg
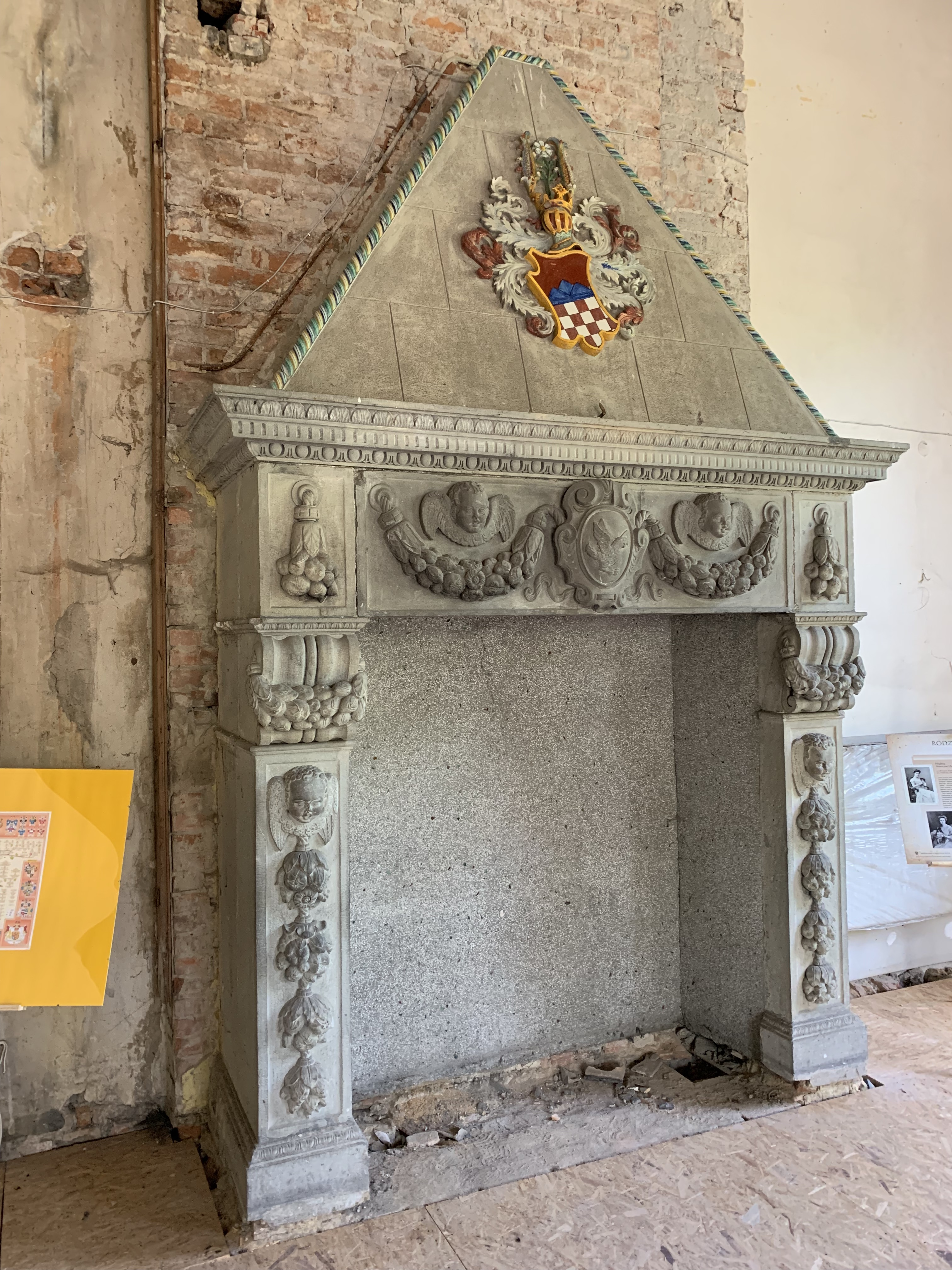
Kominek z herbem Hochberg
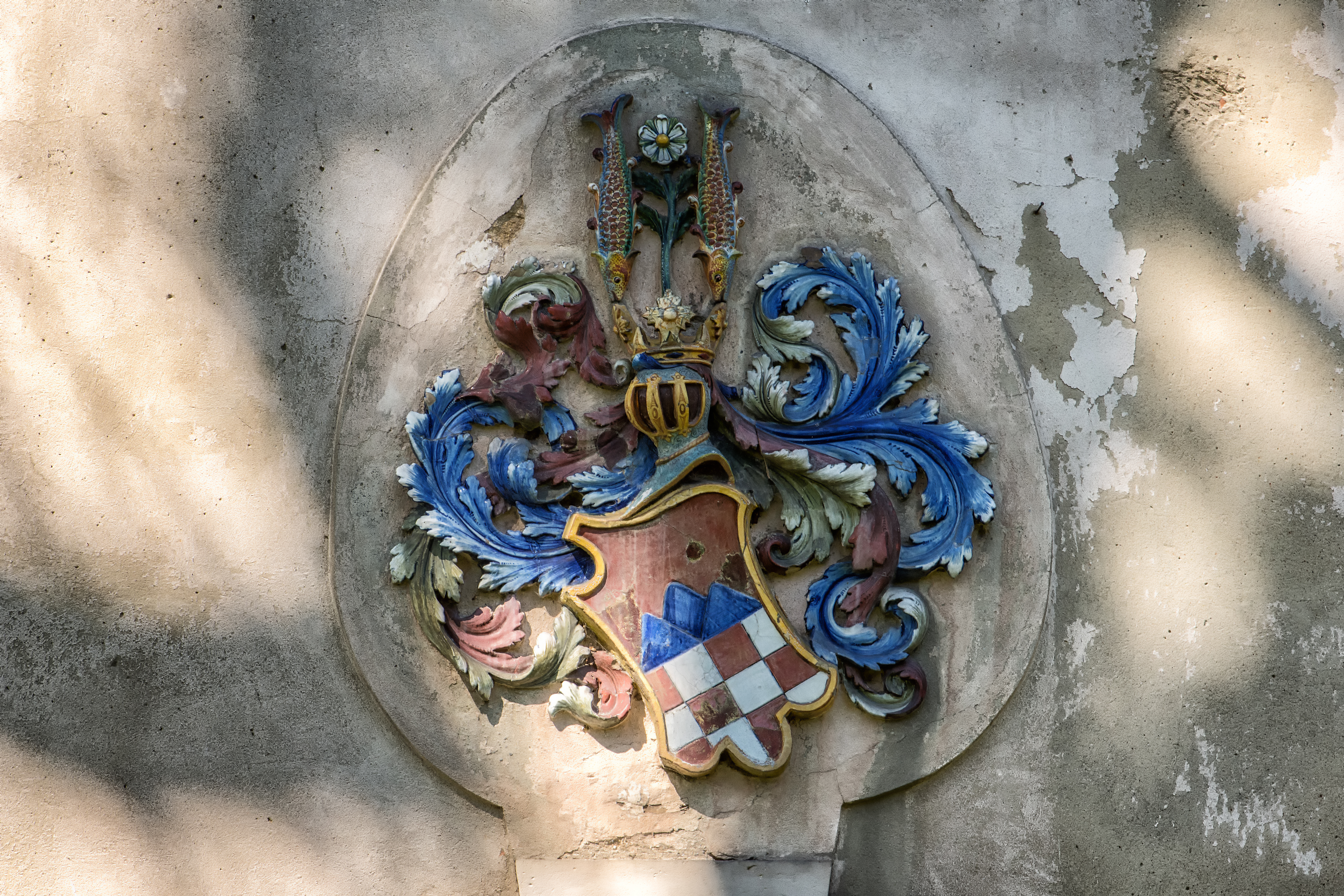
Herb von Hochberg
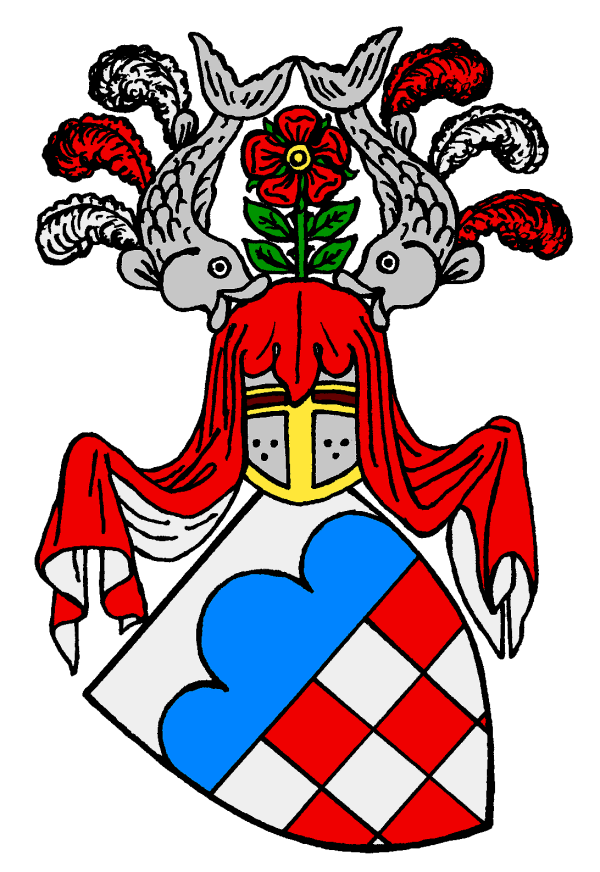
Herb von Hochberg
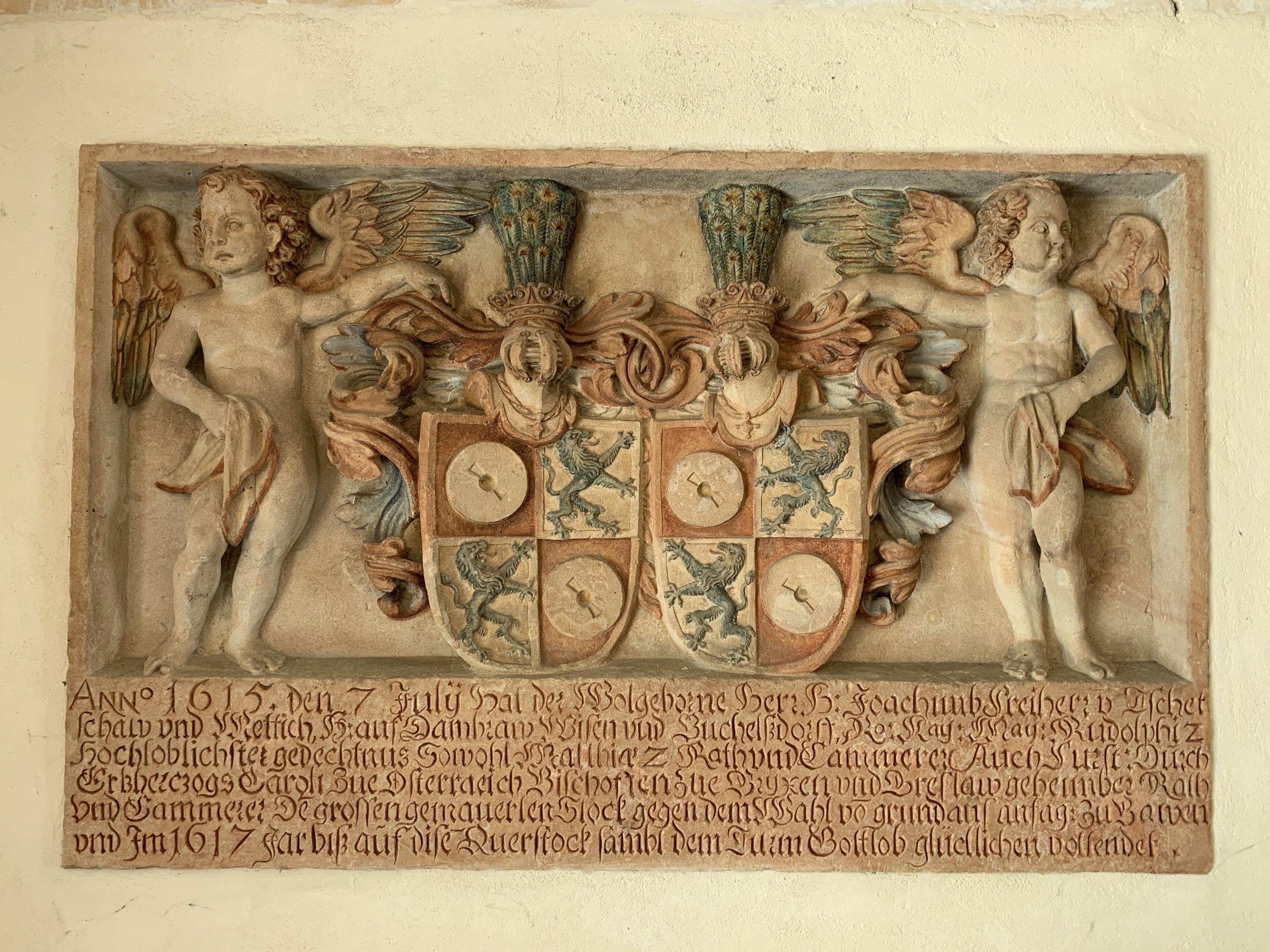
Herby von Mettich
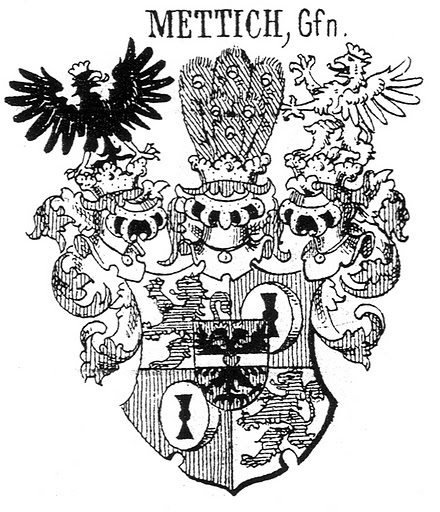
Herb hr. von Mettich
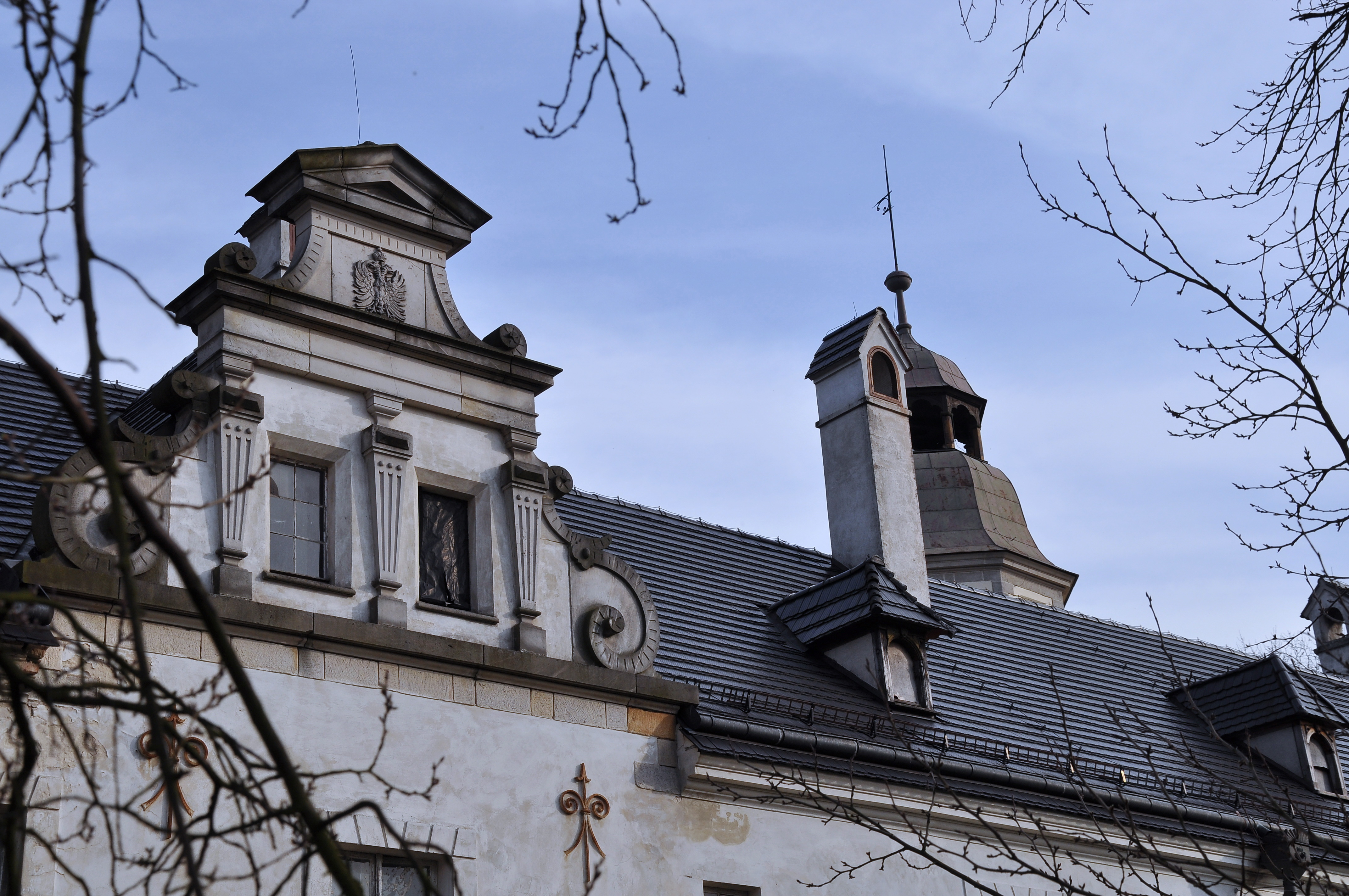
Szczyt z orłem pruskim